# Tobíades
Els  Tobíades són una família jueva establerta des del segle vi aC a Transjordània i d'origen molt antic. Un tipus bastit a partir l'aristocràcia nativa integrada en el món hel·lenístic. El destí d'aquesta família fascina als contemporanis: Flavius Josephus s'hi refereix àmpliament, i s'inspira probablement en el llibre de Tobies de la Bíblia.

## Els Tobíades a Transjordània
El lloc d'Iraq al Amir s'associa amb els Tobíades perquè s'hi han trobat 2 inscripcions esmentant Tobiah. Les excavacions arqueològiques indiquen que la creació del lloc es remunta als finals de l'Edat de Ferro  (-900/-586) o el començament del període persa. Els assentaments al voltant de la zona es van multiplicar al període hel·lenístic (-333 a -134).
Les primeres històries sobre els Tobíades daten del principi del període de persa (-587 a -333) i es troben en el Llibre de Nehemies. Quan el -445, Nehemies va arribar a Jerusalem per reconstruir els murs de la ciutat, s'enfrontà a l'hostilitat de Tobies, el servent ammonita, i el horonita Sanbal·lat (Nehemies 2:10). Tobias sembla aquí governador d'una província persa a Transjordània, i de Sanbal·lat, el governador de Samaria.
Les raons de la seva oposició a Nehemies no s'expliquen clarament. És de suposar que Tobies i Nehemies mantenien un conflicte d'interessos polítics i religiosos a Jerusalem. Tobias pertanyia a l'aristocràcia de Judea. Intercanviava de correspondència amb els nobles de Judea (Nehemies 6:17-19) i es descriu com un pare Summe Sacerdot Eliashiv. La seva situació i la seva relació amb el gran sacerdot que pot tenir un lloc al Temple, presumiblement per raons de culte. Nehemies finalment realitzar la caça.
Un testimoni sobre els Tobíades durant el període hel·lenístic (-333 a -134) ve donat pels d'arxius de Zenó (-260/-239). La Tobíades posseïen terres a Transjordània. Hi gaudien d'autonomia, mantenint-hi una guarnició.